# Peugeot 405
Peugeot 405 – samochód osobowy klasy średniej produkowany przez francuską markę Peugeot w latach 1987–1996 oraz od 1992 roku na licencji.

## Historia i opis pojazdu

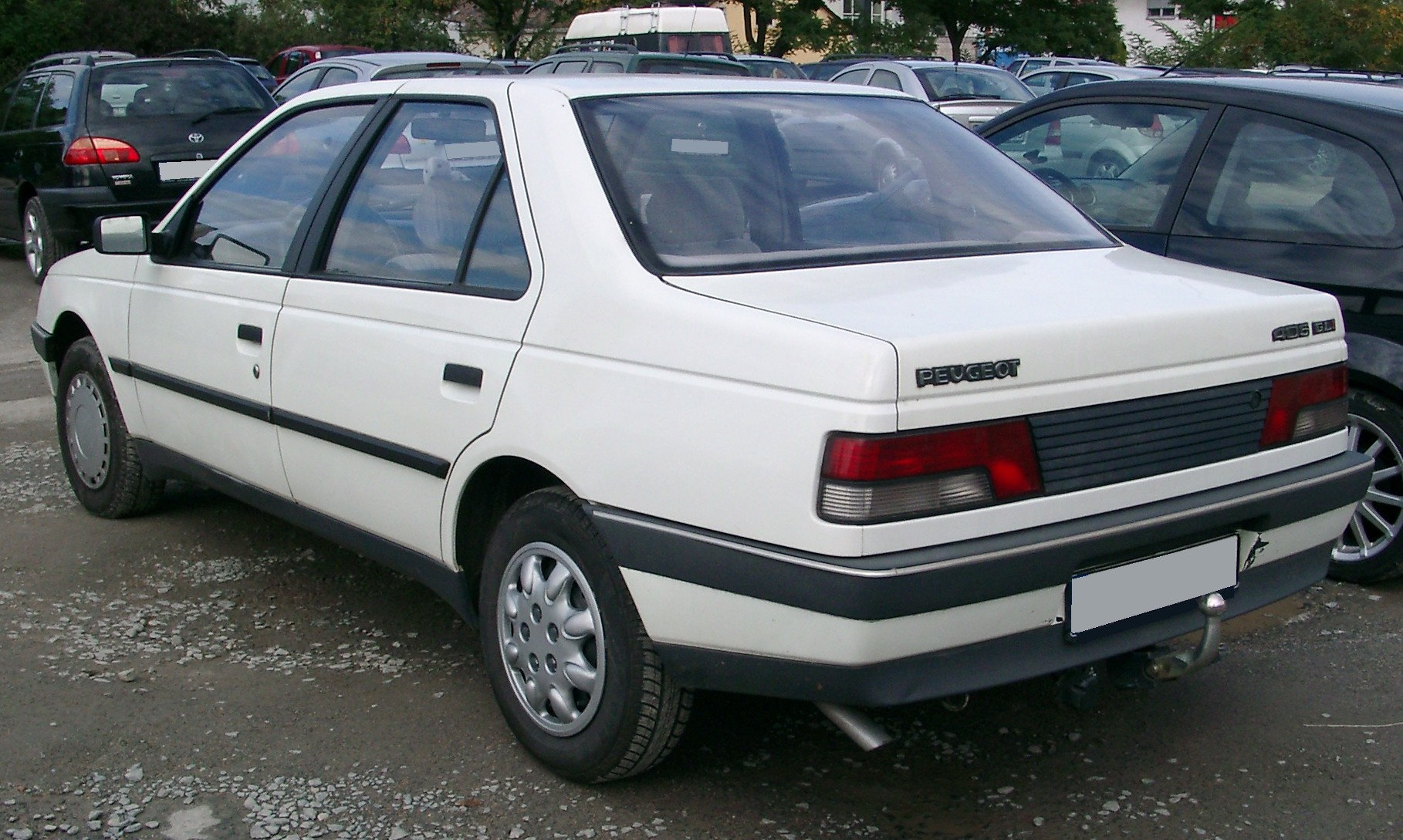
Peugeot 405 – tył

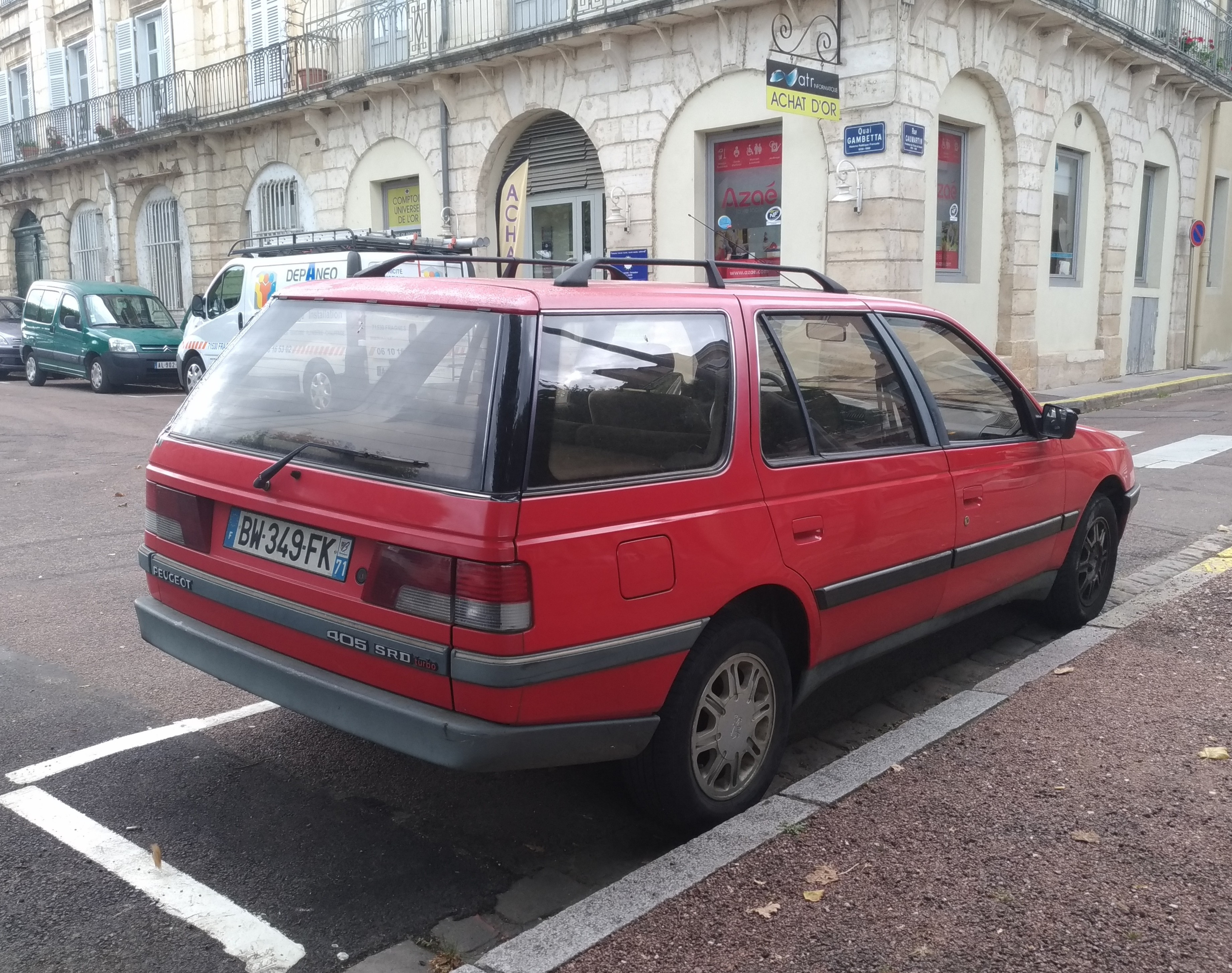
Peugeot 405 Kombi

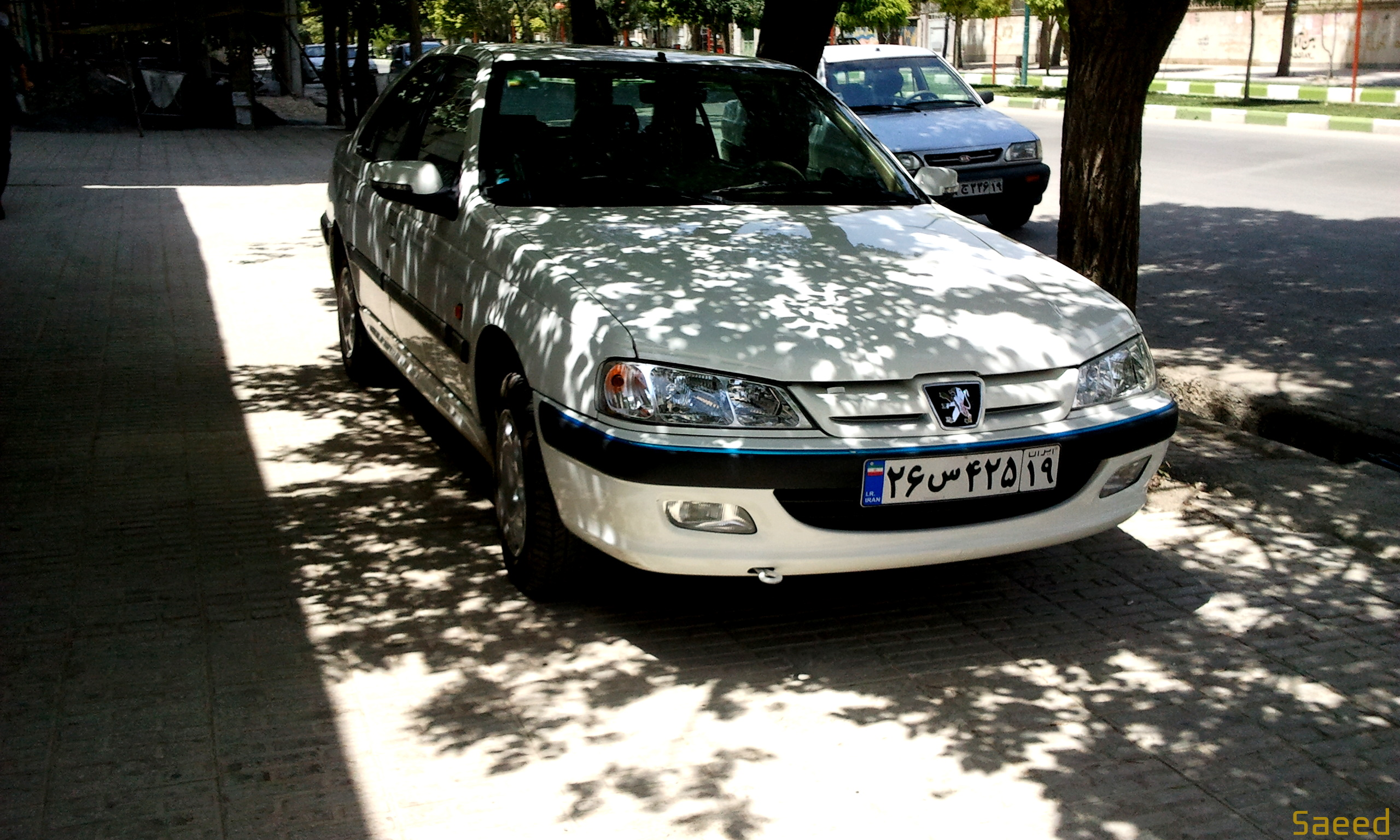
irański Peugeot Pars

Peugeot na przełomie lat siedemdziesiątych i osiemdziesiątych reprezentowany był w klasie średniej przez dwa modele samochodów. Mniejszym był Peugeot 305, a większym 505. Pierwszy był czymś pośrednim pomiędzy klasą kompaktową a średnią, a drugi plasował się pomiędzy klasą średnią a średnią-wyższą, reprezentowaną przez model 604. Oba te modele docelowo zastąpił zaprezentowany w 1987 roku Peugeot 405 w wersji sedan. W 1997 roku Peugeot 405 został zastąpiony przez nowego Peugeota 406.
Peugeot 405 został zaprojektowany przez biuro projektowe Pininfarina. Dostępny był w wersji przystosowanej do ruchu prawostronnego, jak i lewostronnego. Auto oferowane było jako sedan i kombi z napędem na przednie lub cztery koła.
W 1988 roku uznany za Samochód Roku.
Samochód montowano krótkotrwale w latach 1993–1995 w FS Lublin w wersjach 1.4 GL (75 KM), 1.6 GL (92 KM) oraz diesel 1.9 GLD (71 KM). W liczbie: 1993 – 1100 szt., 1994 – 1679 szt., 1995 – 1023 sztuki.
Peugeot 405 był ostatnim samochodem tej marki sprzedawanym w Stanach Zjednoczonych. Firma wycofała się z tamtejszego rynku w 1991 roku.
Od 2019 samochód jest produkowany w Azerbejdżanie jako Peugeot Khazar 406.

### Kalendarium
- 1987 – zaprezentowanie 10 wersji na podstawie których powstanie nowy model 405,
- 1988 – 70- i 90-konne silniki Diesla zostały dodane do oferty,
- 1989 – zostało wyprodukowane 500 tysięcy egzemplarzy Peugeota 405,
- 1990 – we Francji milion egzemplarzy opuściło fabrykę w Sochaux,
- 1992 – przeprowadzono facelifting modelu oraz uruchomiono produkcję modelu 405 T16, z napędem na 4 koła oraz 16-zaworowym, turbodoładowanym silnikiem o mocy 200 KM,

### Dane techniczne
| Wersja               | Silnik                           | Układ zasilania          | Średnica × skok tłoka | St. sprężania     | Moc maksymalna                          | Maks. moment obrotowy           | 0–100 km/h        | V-max             |
| Silniki benzynowe    | Silniki benzynowe                | Silniki benzynowe        | Silniki benzynowe     | Silniki benzynowe | Silniki benzynowe                       | Silniki benzynowe               | Silniki benzynowe | Silniki benzynowe |
| -------------------- | -------------------------------- | ------------------------ | --------------------- | ----------------- | --------------------------------------- | ------------------------------- | ----------------- | ----------------- |
| 1.4                  | R4 1,4 l (1360 cm³), SOHC        | gaźnik                   | 75,00 × 77,00 mm      | 9,3:1             | 76 KM (56 kW) przy 5800 obr./min        | 115 N·m przy 3400 obr./min      | 13,2 s            | 165 km/h          |
| 1.6                  | R4 1,6 l (1580 cm³), SOHC        | gaźnik / (GLi wtrysk)    | 83,00 × 73,00 mm      | 8,95:1            | 93 KM (69 kW) przy 6000 obr./min        | 134 N·m przy 2600 obr./min      | 12,1 s            | 175 km/h          |
| 1.8                  | R4 1,8 l (1761 cm³), SOHC        | Magneti Marelli          | 83,00 × 81,40 mm      | b.d.              | 101 KM (77 kW) przy 6000 obr./min       | 153 N·m przy 3000 obr./min      | 11,9 s            | 185 km/h          |
| 1.9                  | R4 1,9 l (1905 cm³), SOHC        | Fenix 1b /Siemens Bendix | 83,00 × 88,00 mm      | 9,3:1             | 109 KM (82 kW) przy 6000 obr./min       | 162 N·m przy 3000 obr./min      | 10,2 s            | 185 km/h          |
| 1.9                  | R4 1,9 l (1905 cm³), SOHC        | wtrysk Bo L-Jet          | 83,00 × 88,00 mm      | 9,3:1             | 127 KM (93 kW) przy 5500 obr./min       | 174 N·m przy 4500 obr./min      | 10,1 s            | 200 km/h          |
| 1.9 Mi-16            | R4 1,9 l (1905 cm³), DOHC        | wtrysk Bo Mot            | 83,00 × 88,00 mm      | 10,4:1            | 157 KM (116 kW) przy 6500 obr./min      | 177 N·m przy 5000 obr./min      | 8,6 s             | 220 km/h          |
| 2.0                  | R4 2,0 l (1998 cm³), SOHC        | wtrysk                   | 86,00 × 86,00 mm      | 9,5:1             | 123 KM (90 kW) przy 5750 obr./min       | 176 N·m przy 2750 obr./min      | 11,3 s            | 197 km/h          |
| 2.0 Mi-16            | R4 2,0 l (1998 cm³), DOHC        | wtrysk Bo Mot            | 86,00 × 86,00 mm      | 10,4:1            | 154 KM (113 kW) przy 6500 obr./min      | 183 N·m przy 3500 obr./min      | 9,8 s             | 215 km/h          |
| 2.0 T16              | R4 2,0 l (1998 cm³), DOHC        | wtrysk                   | 86,00 × 86,00 mm      | 8,0:1             | 200 KM (147 kW) przy 5000–6500 obr./min | 294 N·m przy 2600–4500 obr./min | 7,4 s             | 225 km/h          |
| Silniki wysokoprężne |                                  |                          |                       |                   |                                         |                                 |                   |                   |
| 1.9D                 | R4 1,9 l (1905 cm³), SOHC        | wtrysk                   | 83,00 × 88,00 mm      | b.d.              | 71 KM (52 kW) przy 4600 obr./min        | 119 N·m przy 2000 obr./min      | 16,0 s            | 165 km/h          |
| 1.9TD                | R4 1,8 l (1769 cm³), SOHC, turbo | wtrysk                   | 80,00 × 88,00 mm      | 22,0:1            | 93 KM (69 kW) przy 4300 obr./min        | 183 N·m przy 2200 obr./min      | 12,2 s            | 174 km/h          |